# شاه (فیلم ۲۰۰۲)
شاه (به انگلیسی: King) فیلمی هندی محصول سال ۲۰۰۲ و به کارگردانی پرابو سولومون است. در این فیلم بازیگرانی همچون ویکرام، سنها، نثار، وادیولو، جاناگاراج و سانتانا بهاراتی ایفای نقش کرده‌اند.